# Manfred Nowak
Manfred Nowak (Bad Aussee, 26 de junio de 1950) es un abogado de derechos humanos austríaco.

## Carrera
Estudiante de Felix Ermacora, cooperó con él hasta su muerte en 1995. Junto con Hannes Tretter, confundaron el Ludwig Boltzmann Institut für Menschenrechte, del cual ha sido director científico (junto con Hannes Tretter) desde el fallecimiento de Ermacora. Nowak también ha sido profesor visitante en la Academia de Derechos Humanos y Ley Humanitaria en la Universidad de Washington (2006–2012).
Miembro de la delegación austríaca de la Comisión de Derechos Humanos de las Naciones Unidas entre 1986 y 1993, de 1987 a 1989 fue director del Instituto de Derechos Humanos (SIM) de la Universidad de Utrecht.
Nowak fue uno de los jueces de la Cámara de Derechos Humanos para Bosnia y Herzegovina entre marzo de 1996 y diciembre de 2003. 
De 2004 a 2010 sirvió como Informador Especial de las Naciones Unidas sobre tortura, y fue uno de los fcinco autores del informe de la ONU sobre la retención ilegal y torura de presos en la base naval estadounidense de la bahía de Guantánamo.
En 2005 Nowak visió China, declarando que la tortura aún era una práctica común en ese país, y se quejó de la interferencia las autoridades chinas en su trabajo.
En 2006 declaró que el problema de la torura podría ser incluso peor tras la Guerra de Irak que bajo la tiranía de Saddam Hussein. Tanto la policía y el ejército, como las milicias y los terroristas, la practican.
Del 6 al 9 de noviembre de 2006, presentó un panel international en la Universidad Gadjah Mada para la adopción de los Principios de Yogyakarta, siendo uno de los 29 signatarios.
En febrero de 2008 Nowak fue miembro fundador de la Plataforma de Investigación de Derechos Humanos en el Contexto Europeo de la Universidad de Viena.
En enero de 2009, Nowak apareció en la televisión alemana ZDF afirmando que, en su opinión, los Estados Unidos tenían una clara obligación de procesar al presidente George W. Bush y al secretario de defensa Donald Rumsfeld, por las torturas de Guantánamo, al haber sido expresamente autorizadas por éste y aprobadas tácitamente por aquel.
Novak investigó las acusaciones de que el cabo Bradley Manning, acusado de filtrar documentos oficiales al sitio web WikiLeaks, fue maltratado bajo custodia militar.
Desde 2012, Manfred Nowak es director científico del "Máster en Artes y Derechos Humanos" de la Universidad de Viena.